# Dreimesserschneidemaschine
Die Dreimesserschneidemaschine ist ein Maschinenteil in der Bindestraße oder Buchstraße eines Buchherstellungsbetriebes, die den Buchblock oder die Broschur samt Umschlag von drei Seiten (nicht am Rücken) gleichzeitig stutzt (schneidet). Eine Dreimesserschneidemaschine ist nicht zu verwechseln mit den bei Sammelheftern eingesetzten Trimmer (Buchbinderei), da beide nach unterschiedlichen Schneidprinzipien arbeiten.

## Funktionsweise
Dreimesserschneidemaschinen arbeiten nach dem Messerschnittprinzip (nicht Scherschnittprinzip). Zwei Seiten- und ein Vordermesser werden schräg von oben nach unten bewegt. Die Messer fahren an der fest fixierten Schneidleiste entlang und das Schneidgut wird an dieser Leiste geschnitten, wobei es von einem Pressstempel unter Druck fixiert wird. Vorder- und Seitenbeschnitt erfolgen phasenversetzt, damit sie sich nicht behindern. Ein Dreimesserschneider kann einzeln verwendet werden, aber auch im Verbund in einer Fließstrecke in einer Klebebindestrasse.